# Diócesis de Pavía
La diócesis de Pavía (en latín: Dioecesis Papiensis y en italiano: Diocesi di Pavia) es una circunscripción eclesiástica de la Iglesia católica en Italia. Se trata de una diócesis latina, sufragánea de la arquidiócesis de Milán. Desde el 16 de noviembre de 2015 su obispo es Corrado Sanguineti.

## Territorio y organización

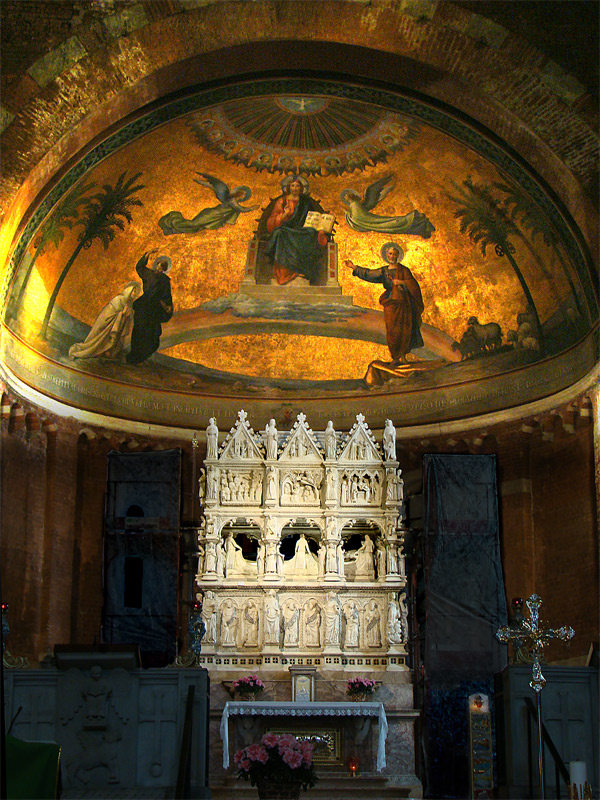
Basílica de San Pietro in Ciel d'Oro, en Pavía

La diócesis tiene 782 km² y extiende su jurisdicción sobre los fieles católicos de rito latino residentes en parte de la región de Lombardía, comprendiendo:
- en la provincia de Pavía las comunas de: Bereguardo, Trovo, Battuda, Rognano, Trivolzio, Vellezzo Bellini, Giussago (excepto una pequeña porción), Zeccone, Certosa di Pavia, Borgarello, Marcignago, Bornasco, Torre d'Isola, San Genesio ed Uniti, Ceranova, Sant'Alessio con Vialone, Vidigulfo, Landriano, Bascapè, Torrevecchia Pia, Marzano, Lardirago, Torre d'Arese, Pavía, Cura Carpignano, Roncaro, Valle Salimbene, Albuzzano, Vistarino, Copiano, Villanterio, Filighera, Magherno, Gerenzago, Corteolona e Genzone, Torre de' Negri, San Zenone al Po, Badia Pavese, Linarolo, Belgioioso, Spessa, Costa de' Nobili, Santa Cristina e Bissone, Inverno e Monteleone, Zerbo, Pieve Porto Morone, Chignolo Po, Monticelli Pavese;
- en la ciudad metropolitana de Milán las comunas de Casarile y Binasco.

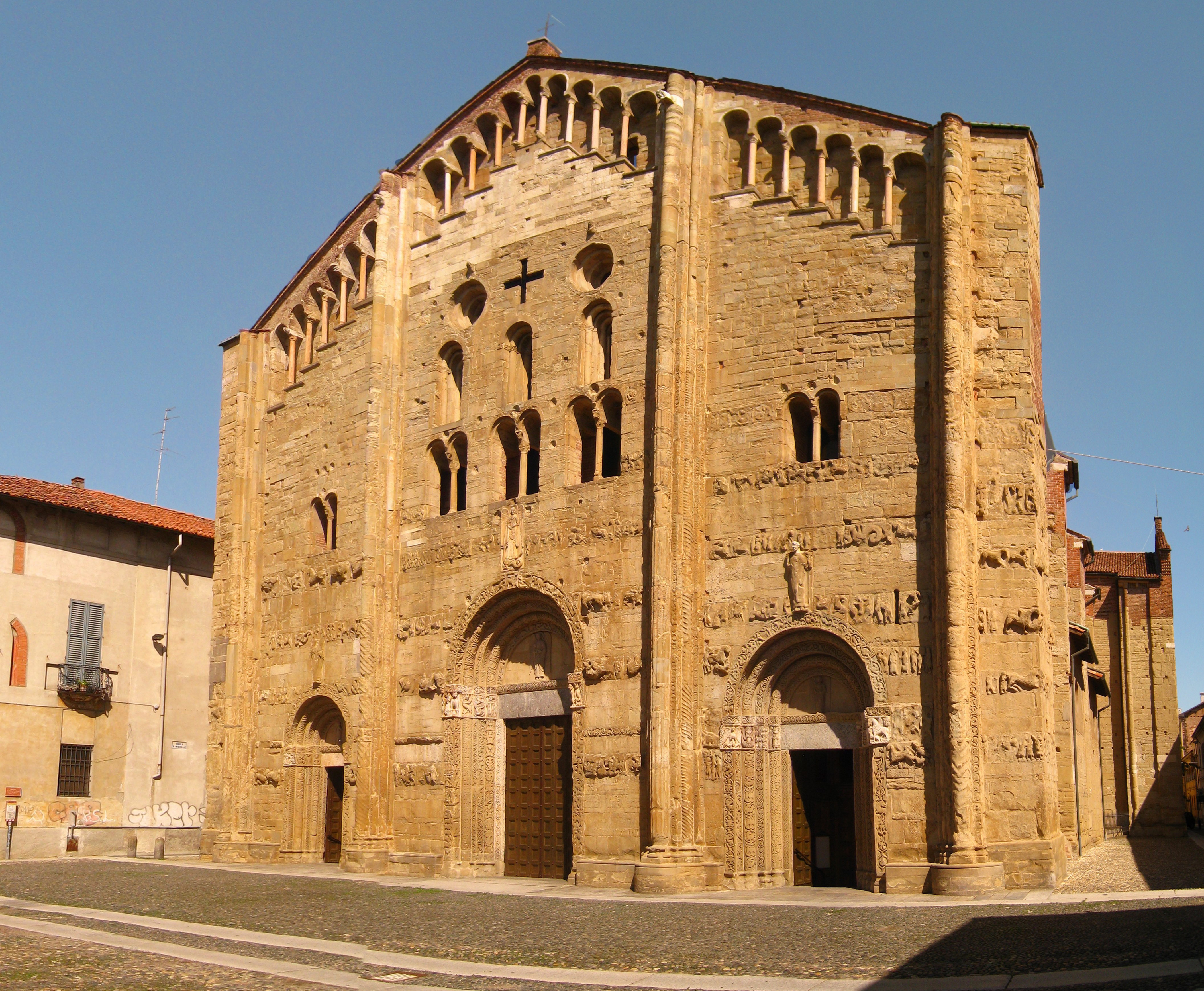
Basílica de San Miguel Mayor, en Pavía

La sede de la diócesis se encuentra en la ciudad de Pavía, en donde se halla la Catedral de San Esteban y Santa María Asunta, que recuerda en su doble advocación la existencia de las dos catedrales medievales (de verano y de invierno). En Pavía también se encuentran las basílicas de San Pietro in Ciel d'Oro, que alberga los restos de san Agustín y de san Severino Boezio, y de San Miguel Mayor, una iglesia que acogió las coronaciones de los reyes itálicos en los siglos X-XII.

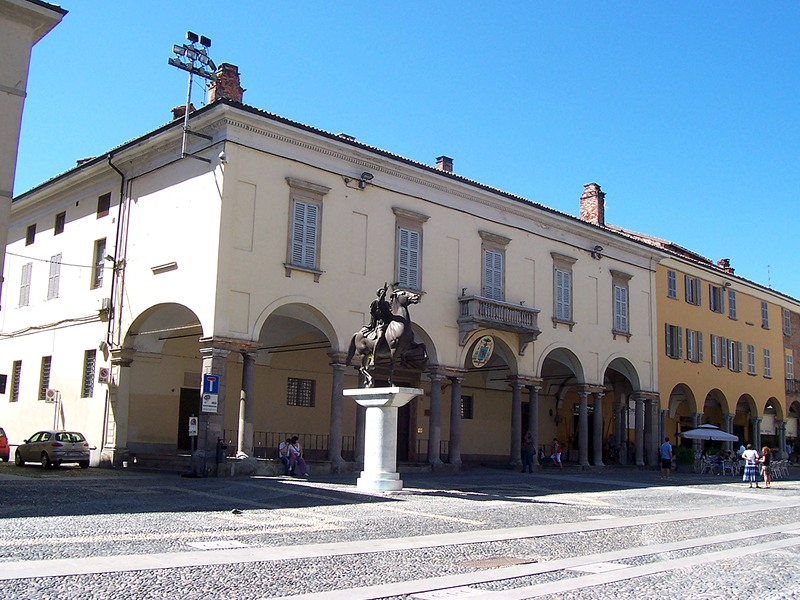
Palacio episcopal de Pavía

En 2021 en la diócesis existían 100 parroquias agrupadas en 4 vicariatos:
- Vicariato I della Città
- Vicariato II della Bassa Pavese o di Belgioioso
- Vicariato III di Vidigulfo
- Vicariato IV di Binasco

Las parroquias de Torrevecchia Pia, Vigonzone y Zibido al Lambro, pertenecientes a la arquidiócesis de Milán hasta 1979, siguieron el rito ambrosiano más que el romano. Por necesidades pastorales, con una carta del obispo de 2006, también se introdujo allí el rito romano ad experimentum.

## Historia
El testimonio más antiguo de la existencia de una comunidad cristiana en Pavía se encuentra en la Vita Martini, la biografía de san Martín de Tours escrita por su discípulo Sulpicio Severo. En ella se cuenta que Martín, que en aquel entonces era todavía un niño y vivía en Ticinum (nombre latino de la ciudad), se escapó de casa y ad ecclesiam confugit (se refugió en la iglesia): el episodio se desarrollaría en los años alrededor de 325-330 (ya que Martín nació en 316 o 317) e incluso con todas las precauciones interpretativas necesarias, indicaría la existencia de una "iglesia" (una comunidad cristiana o un edificio de culto) en Pavía en los años inmediatamente posteriores al Edicto de Milán (313) y al Concilio de Nicea I (325).
El primer obispo de Pavía documentado por fuentes antiguas es Invenzio o Evenzio, que aparece entre los obispos que participaron en el Concilio de Aquilea en el año 381, encabezado por Ambrosio de Milán, quien también habla de Evenzio en su obra De officiis ministrorum, escrita hacia el año 390.
Sin embargo, según la tradición local, el fundador y protoobispo de la ciudad fue Siro, que vivió en la primera mitad del siglo IV. Una leyenda del bajomedieval lo identifica con el niño que, en el capítulo 6 del Evangelio de Juan, ofrece a Jesús los panes y los peces para el milagro de su multiplicación: de ahí la habitual iconografía del santo, que lo representa en hábito episcopal con una cesta a sus pies que contenía panes y pescados.
En 451 Pavía es mencionada como sufragánea del patriarcado de Aquilea.
En el siglo VI el papa Hormisdas concedió el privilegio del palio al obispo san Enodio y a sus sucesores, que fue confirmado el 24 de agosto de 877 por el papa Juan VIII al obispo Giovanni II.
Capital del reino de los lombardos arrianos, Pavía vivió durante décadas un doble episcopado, católico y arriano, situación que acabó con un acto del rey Ariberto I († 661), que puso fin a la jerarquía arriana; en esta ocasión el obispo arriano Anastasio se convirtió al catolicismo.
En 679 el obispo de Pavía participó en el concilio provincial de Milán, indicio muy probable de la pertenencia de Pavía a la provincia eclesiástica de Milán.
Hacia principios del siglo VIII la elección del obispo san Armentario dio lugar a algunos conflictos en cuanto a la jurisdicción metropolitana, de lo que se puede deducir que en esta época la diócesis de Pavía no estaba sujeta a la autoridad metropolitana de la arquidiócesis de Milán, probablemente debido a la emancipación política durante el dominio lombardo. Quizás a partir de este momento comience la independencia eclesiástica de la Iglesia de Pavía de la jurisdicción metropolitana de Milán y su inmediata sujeción a la sede romana.
Entre los siglos X y XI el territorio dependiente del obispo de Pavía se fue formando con la adquisición o transferencia a la mensa episcopal de parroquias dotadas del ius baptizandi; en una bula del papa Honorio III de 1217 se ofrece una visión general de las dependencias del obispo a principios del siglo XIII.
En 1423 se convocó un concilio en Pavía, que luego se trasladó a Siena, pero sus conclusiones, acusadas de herejía, fueron rechazadas y el concilio en sí no fue reconocido como concilio ecuménico.
Inmediatamente después del Concilio de Trento, el obispo Ippolito Rossi erigió el seminario diocesano. El propio obispo apoyó vigorosamente y victoriosamente una controversia con san Carlos Borromeo, que quería someter la sede de Pavía al poder metropolitano de la arquidiócesis de Milán. Además, el papa Sixto V confirmó las antiguas prerrogativas de la diócesis, incluido el uso del palio.
El 15 de febrero de 1743 el papa Benedicto XIV con la bula Ad supremam equidem concedió a los obispos de Pavía añadir al suyo el título de arzobispo de Amasea.
El 1 de junio de 1803 fue asignada como sufragánea de la provincia eclesiástica de Milán y fue confirmada como tal el 16 de febrero de 1820 con la bula Paternae charitatis del papa Pío VII, con la que se establecía que la sufragancia comenzaría con la muerte del obispo en ejercicio, Paolo Lamberto D'Allègre, que tuvo lugar en 1821. Con la misma bula Paternae charitatis se revocó la unión del título de Amasea con el de Pavía y cinco parroquias alrededor de Dovera que estaban aisladas del resto de la diócesis de Pavía fueron concedidas a la diócesis de Lodi.
El 2 de enero de 1809 la diócesis renunció a las parroquias piacentinas de la pieve de Fontana Fredda, con Roveleto di Cadeo, y de la pieve de Val Nure o pieve de Revigozzo, con Bettola (San Bernardino y San Giovanni), Bramaiano, Groppoducale , Rigolo, Cogno San Bassano (hoy en la comuna de Farini), Leggio, Monte Ossero, Santa Maria, La Costa, Olmo, Vigolo que luego pasó a la diócesis de Plasencia.
El 26 de noviembre de 1817, mediante el breve Cum per nostras litteras del papa Pío VII, la diócesis cedió todas las parroquias a la derecha del río Tesino a la diócesis de Vigevano mientras que otras parroquias, las del Oltrepò, fueron cedidas con el bula Beati Petri del 17 de julio del mismo año a la diócesis de Tortona. Con otra bula del 9 de septiembre de 1820 la parroquia de Pagazzano, aislada del resto de la diócesis de Pavía, fue cedida a la diócesis de Bérgamo.
El 20 de junio de 1859, Pietro Maria Ferrè fue trasladado de la diócesis de Crema a la sede episcopal de Pavía, pero tras la unificación encontró la oposición del Gobierno italiano porque en las elecciones se habían respetado los privilegios de la corona imperial de los Habsburgo. El obispo no pudo tomar posesión de la sede y retuvo la sede de Crema como administrador apostólico. La situación se resolvió el 27 de marzo de 1867, cuando fue trasladado a la diócesis de Casale Monferrato.
La diócesis se amplió con la adquisición del vicariato de Chignolo Po a la arquidiócesis de Milán el 10 de junio de 1925 mediante la constitución apostólica Vertit in animarum y la comuna de Torrevecchia Pia el 15 de enero de 1979 mediante el decreto Quo aptius. El 20 de enero siguiente cedió las fracciones de Camporinaldo (comuna de Miradolo Terme) y Corte Sant'Andrea (comuna de Senna Lodigiana) a la diócesis de Lodi, adquiriendo de la misma la fracción de Castel Lambro de la comuna de Marzano y porciones de la comuna de Bascapè mediante el decreto Quo aptius.

## Estadísticas
Según el Anuario Pontificio 2022 la diócesis tenía a fines de 2021 un total de 178 645 fieles bautizados.
| Año                                                                             | Población            | Población | Población      | Sacerdotes | Sacerdotes    | Sacerdotes    | Bautizados por sacerdote | Diáconos permanentes | Religiosos | Religiosos | Parroquias |
| Año                                                                             | Bautizados católicos | Total     | % de católicos | Total      | Clero secular | Clero regular | Bautizados por sacerdote | Diáconos permanentes | Varones    | Mujeres    | Parroquias |
| ------------------------------------------------------------------------------- | -------------------- | --------- | -------------- | ---------- | ------------- | ------------- | ------------------------ | -------------------- | ---------- | ---------- | ---------- |
| 1950                                                                            | 141 298              | 141 348   | 100.0          | 208        | 182           | 26            | 679                      |                      | 26         | 697        | 97         |
| 1969                                                                            | 153 000              | 154 215   | 99.2           | 212        | 179           | 33            | 721                      |                      | 39         | 640        | 96         |
| 1980                                                                            | 150 322              | 170 322   | 88.3           | 190        | 160           | 30            | 791                      |                      | 37         | 435        | 104        |
| 1990                                                                            | 162 029              | 162 370   | 99.8           | 179        | 151           | 28            | 905                      |                      | 33         | 348        | 99         |
| 1999                                                                            | 159 689              | 161 610   | 98.8           | 170        | 132           | 38            | 939                      |                      | 54         | 237        | 99         |
| 2000                                                                            | 162 236              | 162 897   | 99.6           | 176        | 136           | 40            | 921                      |                      | 53         | 238        | 99         |
| 2001                                                                            | 167 135              | 168 102   | 99.4           | 175        | 137           | 38            | 955                      |                      | 51         | 689        | 99         |
| 2002                                                                            | 157 226              | 168 379   | 93.4           | 168        | 131           | 37            | 935                      |                      | 43         | 219        | 99         |
| 2003                                                                            | 167 450              | 170 458   | 98.2           | 166        | 131           | 35            | 1008                     |                      | 46         | 246        | 99         |
| 2004                                                                            | 158 711              | 161 562   | 98.2           | 157        | 129           | 28            | 1010                     |                      | 31         | 222        | 99         |
| 2013                                                                            | 173 000              | 185 161   | 93.4           | 134        | 110           | 24            | 1291                     | 5                    | 27         | 131        | 100        |
| 2016                                                                            | 180 000              | 192 891   | 93.3           | 140        | 113           | 27            | 1285                     | 4                    | 31         | 118        | 100        |
| 2019                                                                            | 180 800              | 193 626   | 93.4           | 139        | 111           | 28            | 1300                     | 5                    | 33         | 109        | 100        |
| 2021                                                                            | 178 645              | 191 320   | 93.4           | 142        | 117           | 25            | 1258                     | 6                    | 28         | 99         | 100        |
| Fuente: Catholic-Hierarchy, que a su vez toma los datos del Anuario Pontificio. |                      |           |                |            |               |               |                          |                      |            |            |            |

## Episcopologio
Un catálogo de los obispos de Pavía, descubierto ex vetere libello e insertado en un registro del cabildo catedralicio por el canónigo Alessio Beretta (siglo XVI), se considera fiable y derivado de los antiguos dípticos. Así se expresa Lanzoni: «Se puede suponer que el catálogo del archivo capitular de Pavía, aunque no sea anterior al siglo XVI, deriva de una fuente antigua y fiable... Además, el catálogo está confirmado en gran medida por documentos sincrónicos.».
- San Siro † (primera mitad del siglo IV)
- San Pompeo I † (inicios de la segunda mitad del siglo IV)
- San Invenzio † (antes de 381-circa 397 falleció)
- San Profuturo † (397-circa 402[20])
- Obediano † (primera mitad del siglo V)
- San Ursicino † (primera mitad del siglo V)
- San Crispino I † (antes de 446-circa 466 falleció)
- San Epifanio † (466-circa 496 falleció)[nota 3]
- San Massimo † (antes de 501-circa 513/515[nota 4] falleció)
- San Enodio † (antes de agosto de 515-17 de julio de 521 falleció)
- San Crispino II † (521-30 de octubre de 541 falleció)
- Paolo † (541-566?)
- Pompeo II † (segunda mitad del siglo VI)
- Severo † (fines del siglo VI-inicios del siglo VII)
- Bonifacio † (inicios del siglo VII)
- Tommaso † (mitad del siglo VII)
- San Anastasio † (658[21]-28 de mayo de 680 falleció)
- San Damián † (680-12 de abril de 710 falleció)
- San Armentario † (710-722)
- San Pietro I † (circa 722-circa 740)
- San Teodoro † (circa 740-inicios de la segunda mitad del siglo VIII)
- Agostino † (inicios de la segunda mitad del siglo VIII)[nota 5]
- San Girolamo † (mencionado en 769)
- Ireneo † (segunda mitad del siglo VIII)
- Gandolfo † (segunda mitad del siglo VIII)
- Pietro II † (781-790)
  - Waldo de Reichenau, O.S.B. † (795-802) (administrador)[nota 6]
- San Giovanni I † (812-825)[22]
- Sebastiano † (siglo IX)[nota 7]
- Adeodato † (829-841)[23]
- Liutardo † (841-864)[nota 8]
- San Litifredo I † (865-después de mayo/septiembre de 875)[24]
- Giovanni II † (antes de febrero de 876-circa 911/912 falleció)[24]
- Giovanni III il Buono † (antes de junio de 912-12 de marzo de 924 falleció)[24]
- Leone † (antes de julio de 925-circa 943/944 falleció)[24]
- Litifredo II † (circa 944-circa 971 falleció)[24]
- Pietro III Canepanova † (antes de abril de 972-noviembre de 983 electo papa con el nombre de Juan XIV)[24]
- Guido I Curtius † (antes de abril de 987-después de octubre de 1007 falleció)[24]
- Rainaldo † (1008-1056 falleció)[24]
- Enrico (Olderico) † (1056 o 1057-1068 falleció)[24]
- Guglielmo d'Este † (antes de enero de 1069-después de julio de 1100 falleció)[24]
- Guido II † (antes de julio de 1103-después del 10 de septiembre de 1118 falleció)[24]
- Bernardo, C.R.S.A. † (antes del 10 de diciembre de 1118-después de agosto de 1130 falleció)[24]
- Pietro IV el rojo † (circa 1130[nota 9]-1139 falleció)[24]
- Alfano, C.R.S.A. † (circa 1140-1147 falleció)[24]
- Pietro Toscani, O.Cist. † (febrero o marzo de 1148-20 de mayo de 1180 falleció)
- San Lanfranco Beccari † (1180-23 de junio de 1198 falleció)
- Beato Bernardo Balbi † (8 de agosto de 1198-18 de septiembre de 1213 falleció)
- Robaldo o Rodobaldo I † (1213 o 1214-11 de noviembre de 1215 falleció)[24]
- Gregorio † (1215)[24]
- San Folco Scotti † (1216-26 de octubre de 1229 falleció)
- San Rodobaldo Cipolla † (16 de junio de 1230-12 de octubre de 1254 falleció)
  - Sede vacante (1254-1256)[24]
- Guglielmo da Caneto † (1256-después de marzo de 1272 falleció)[24]
  - Corrado Beccaria (circa 1272/1273 electo) (no confirmado)[24]
- Guido Zazzi, O.S.B.Clun. † (1274-26 de enero de 1294 falleció)[24]
  - Ottone Beccaria † (1294-1295 falleció) (obispo electo)
- Guido Langosco † (18 de abril de 1295-antes del 10 de junio de 1311 falleció)
  - Isnardo Tacconi, O.P. † (5 de agosto de 1311-1320 depuesto) (administrador apostólico)
  - Giovanni Beccaria, O.F.M. † (16 de noviembre de 1320-antes del 26 de febrero de 1324 renunció) (administrador apostólico)
- Carante Sannazzari † (15 de junio de 1326-1328 falleció)
- Giovanni Fulgosi † (16 de diciembre de 1328-1342)
- Matteo Riboldi † (7 de octubre de 1342-27 de junio de 1343 nombrado obispo de Verona)
- Pietro Spelta, O.Hum. † (27 de junio de 1343-1356 falleció)
- Alchiero Alchieri † (9 de diciembre de 1356-después de 1361 falleció)
- Francesco Sottoriva † (5 de mayo de 1363-18 de septiembre de 1386 falleció)
- Guglielmo Centueri, O.F.M. † (27 de septiembre de 1386-26 de junio de 1402 falleció)
- Pietro Grassi † (27 de septiembre de 1402-28 de septiembre de 1426 falleció)
- Francesco Piccolpasso † (26 de febrero de 1427-7 de junio de 1435 nombrado arzobispo de Milán)
- Enrico Rampini † (7 de junio de 1435-23 de agosto de 1443 nombrado arzobispo de Milán)
  - Sede vacante (1443-1446)[nota 10]
- Giacomo Borromeo † (18 de julio de 1446-4 de agosto de 1453 falleció)
- Giovanni Castiglione † (3 de octubre de 1453-14 de abril de 1460 falleció)
- Giacomo Ammannati Piccolomini † (23 de julio de 1460-10 de septiembre de 1479 falleció)
- Ascanio Maria Sforza Visconti † (17 de septiembre de 1479-1505 renunció)
- Francesco Alidosi † (26 de marzo de 1505-24 de mayo de 1511 falleció)
- Antonio Maria Ciocchi del Monte † (30 de mayo de 1511-13 de marzo de 1521 renunció)
- Giovanni Maria Ciocchi del Monte † (13 de marzo de 1521-3 de junio de 1530 renunció)
- Giovan Girolamo de' Rossi † (3 de junio de 1530-1541 depuesto)
- Giovanni Maria Ciocchi del Monte † (4 de junio de 1544-7 de febrero de 1550 electo papa con el nombre de Julio III) (por segunda vez)
- Giovan Girolamo de' Rossi † (22 de febrero de 1550-5 de abril de 1564 falleció) (por segunda vez)[nota 11]
- Ippolito de' Rossi † (4 de septiembre de 1564-28 de abril de 1591 falleció)
- San Alessandro Sauli, B. † (10 de mayo de 1591-11 de octubre de 1592 falleció)
  - Francesco Gonzaga, O.F.M.Obs. † (29 de enero de 1593-30 de abril de 1593 nombrado obispo de Mantua) (obispo electo)
- Guglielmo Bastoni † (30 de abril de 1593-enero de 1609 falleció)
- Giambattista Biglia † (19 de enero de 1609-1617 falleció)
- Fabrizio Landriani † (17 de julio de 1617-1642 falleció)
- Giovanni Battista Sfondrati † (1 de diciembre de 1642-1647 falleció)
- Francesco Biglia † (10 de febrero de 1648-4 de junio de 1659 falleció)
- Girolamo Melzi † (22 de septiembre de 1659-octubre de 1672 falleció)
- Lorenzo Trotti † (12 de diciembre de 1672-29 de septiembre de 1700 falleció)
- Jacopo Antonio Morigia, B. † (24 de enero de 1701-8 de octubre de 1708 falleció)
  - Sede vacante (1708-1711)
- Agostino Cusani † (14 de octubre de 1711-12 de julio de 1724 renunció)
- Francesco Pertusati, O.S.B.Oliv. † (11 de septiembre de 1724-17 de noviembre de 1752 falleció)
- Carlo Francesco Durini † (23 de julio de 1753-25 de junio de 1769 falleció)
- Bartolomeo Olivazzi † (11 de septiembre de 1769-14 de septiembre de 1791 falleció)
- Giuseppe Bertieri, O.E.S.A. † (26 de marzo de 1792-15 de julio de 1804 falleció)[25]
  - Sede vacante (1804-1807)
- Paolo Lamberto D'Allègre † (18 de septiembre de 1807-6 de octubre de 1821 falleció)
- Luigi Tosi † (16 de mayo de 1823-13 de diciembre de 1845 falleció)
  - Sede vacante (1845-1850)
- Angelo Ramazzotti, O.SS.C.A. † (20 de mayo de 1850-15 de marzo de 1858 nombrado patriarca de Venecia)
- Pietro Maria Ferrè † (20 de junio de 1859-27 de marzo de 1867 nombrado obispo de Casale Monferrato)
  - Sede vacante (1867-1871)
- Lucido Maria Parocchi † (27 de octubre de 1871-12 de marzo de 1877 nombrado arzobispo de Bolonia)
- Agostino Gaetano Riboldi † (12 de marzo de 1877-15 de abril de 1901 nombrado arzobispo de Ravena)
- Francesco Ciceri † (15 de abril de 1901-2 de junio de 1924 falleció)
- Giuseppe Ballerini † (26 de julio de 1924-22 de junio de 1933 falleció)
- Giovanni Battista Girardi † (8 de mayo de 1934-17 de abril de 1942 falleció)
- Carlo Allorio † (4 de julio de 1942-2 de julio de 1968 retirado[nota 12])
- Antonio Giuseppe Angioni † (6 de julio de 1968-2 de abril de 1986 retirado)
- Giovanni Volta † (2 de abril de 1986-1 de diciembre de 2003 retirado)
- Giovanni Giudici † (1 de diciembre de 2003-16 de noviembre de 2015 retirado)
- Corrado Sanguineti, desde el 16 de noviembre de 2015